# U-Bahn-Station Alte Donau
Die Station Alte Donau der Wiener U-Bahn-Linie U1 liegt  im 22. Wiener Gemeindebezirk, Donaustadt. Sie ist nach der Alten Donau, einem Altarm der Donau, seit der Donauregulierung im 19. Jahrhundert ein stehendes Gewässer, benannt. Seit Beginn des 20. Jahrhunderts wurde das Gebiet nach und nach als Freizeit- bzw. Naherholungsgebiet erschlossen.
Eröffnet wurde die Station in Hochlage am 3. September 1982 mit der Inbetriebnahme des bis dahin vorletzten Teilstücks der U1 zwischen den Stationen Praterstern und Kagran. Die Station verfügt über zwei Seitenbahnsteige, befindet sich direkt am Ufer der Alten Donau und ragt auf einem künstlich aufgeschütteten Damm in das Gewässer hinein. Östlich der Station befindet sich ein Ankerplatz für Freizeitsegelboote, westlich eine Kleingartensiedlung. Von der Stationsmitte führen Stiegenanlagen und Aufzüge in ein Aufnahmsgebäude, das unter dem U-Bahn-Tragwerk liegt. Dort führt der Ausgang direkt auf die Arbeiterstrandbadstraße.
Es bestehen Umsteigemöglichkeiten auf die vom Verkehrsunternehmen Gschwindl im Auftrag der Wiener Linien betriebene Autobuslinie 20A in Richtung Neue Donau (einzelne Kurse bis Bahnhof Floridsdorf). Während der Wiener Badesaison (Mai – September) gibt es zusätzlich einen eigenen Bäderverkehr mit der Linie 20B, bei welchem nur Haltestellen entlang der Alten Donau angefahren werden (inklusive der Haltestelle Angelibad, an welcher reguläre 20A-Busse nicht halten). In der unmittelbaren Nähe der Station befinden sich das Bundesbad Alte Donau, der Arbeiterinnenstrand, die Sportanlage der ÖBB und zahlreiche Kleingartenanlagen.

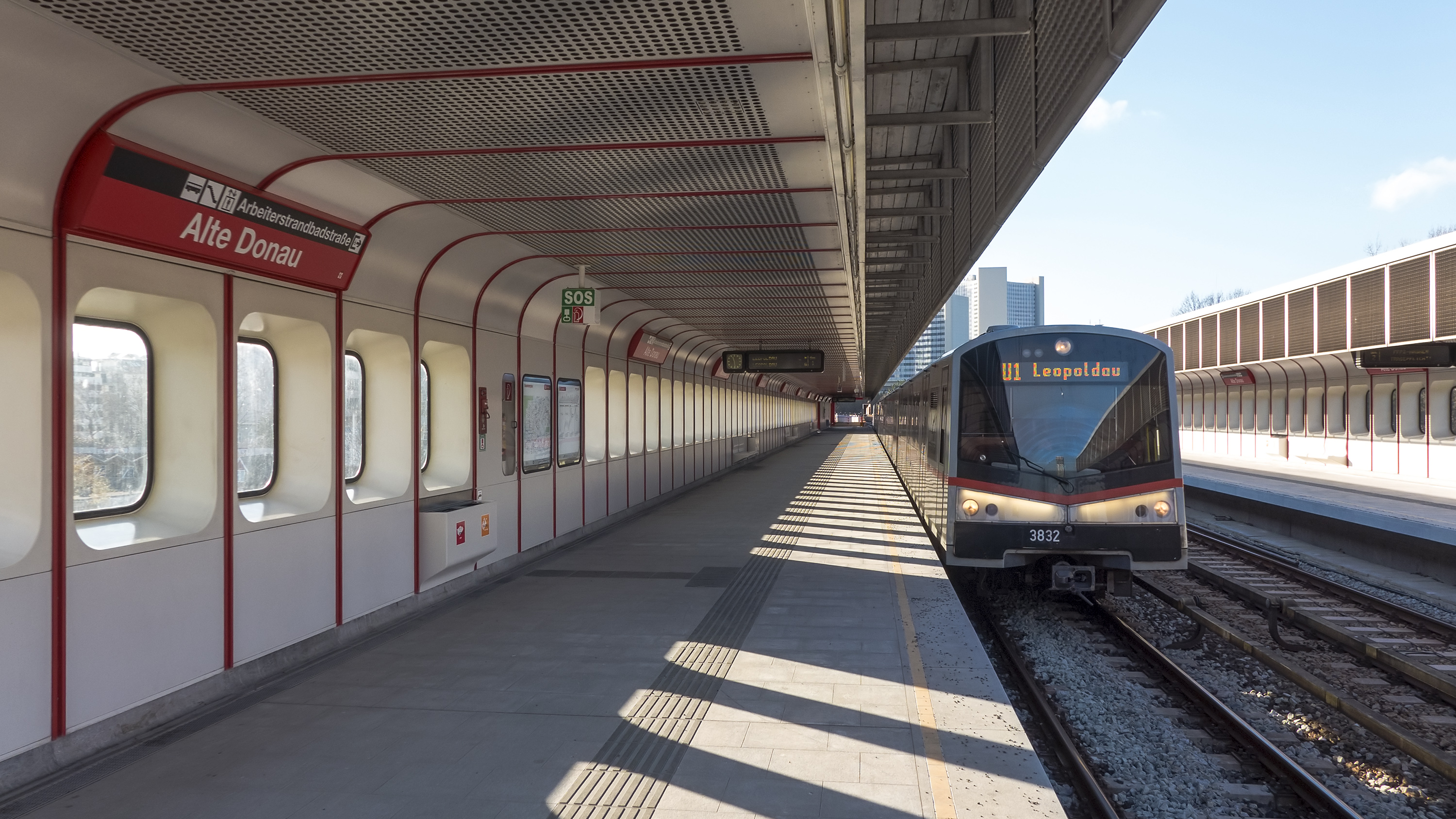
Bahnsteige der Station
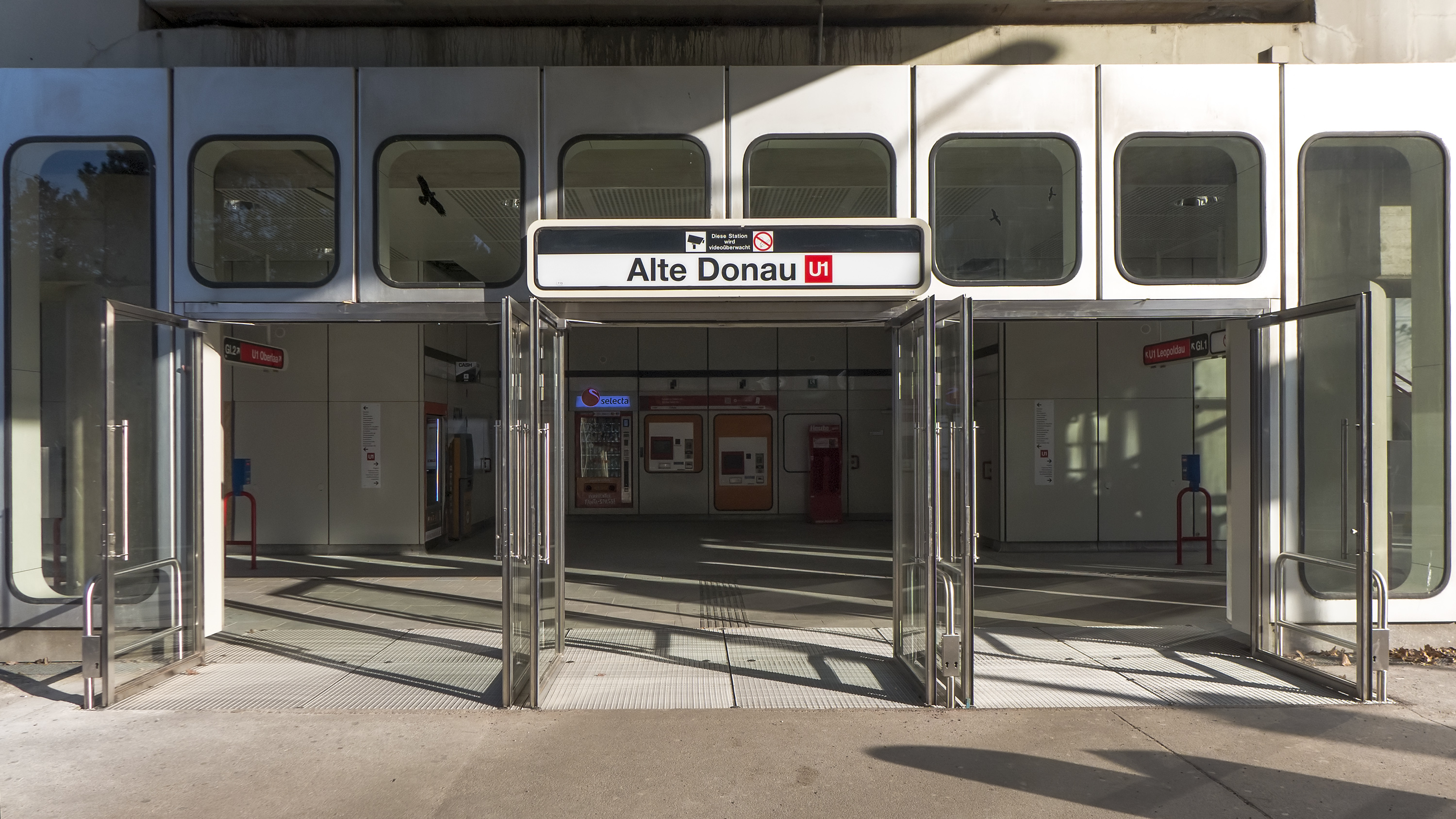
Ausgang Arbeiterstrandbadstraße
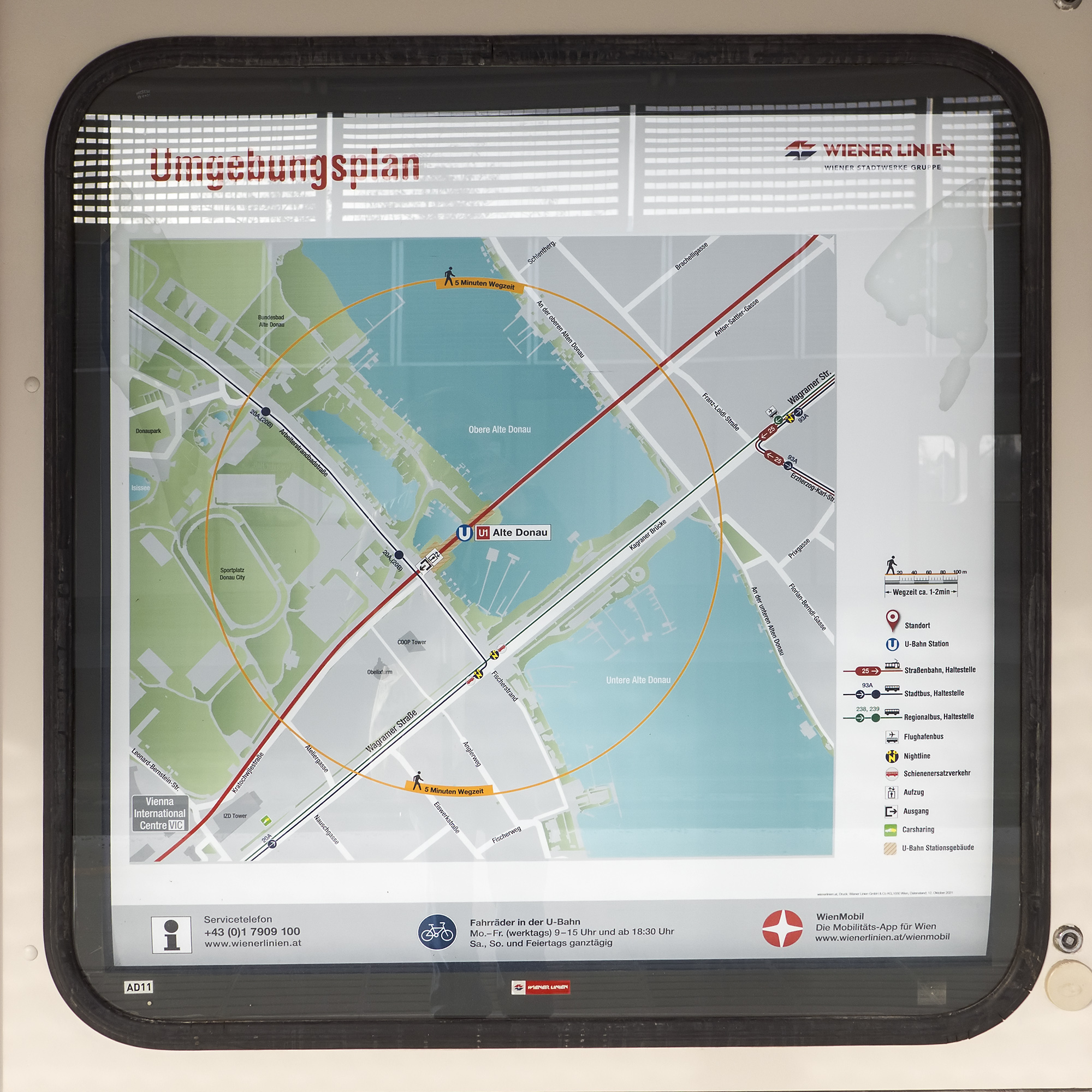
Umgebungsplan